# Септаккорд
Септакко́рд — аккорд, состоящий из четырёх звуков, которые расположены или могут быть расположены по терциям. Интервал между двумя крайними звуками септаккорда равен септиме, отсюда его название.
С точки зрения классической гармонии, добавление к трезвучию обрамляющей септимы делает весь аккордовый комплекс неустойчивым и диссонирующим, поэтому септаккорды проникали в музыкальную практику постепенно. Начиная с XX века септаккорды используются более свободно.
Звуки, составляющие аккорд, имеют свои названия, сохраняющиеся в случае их перемещения. У септаккорда, помимо основного тона (главного звука, равного нижнему звуку септаккорда, находящемуся в основном виде), прослеживаются терцовый, квинтовый и септимовый тона. По отношению к основному тону они образуют терцию, квинту и септиму соответственно. Качество обрамляющей септимы и интервально-структурный тип трезвучия, лежащего в основании, в совокупности составляют основу номенклатуры септаккордов.

## Виды

### По строению
Септаккорды различаются по типам трезвучий, лежащих в их основе, и по виду септимы между двумя крайними звуками. По этому признаку различаются следующие основные виды септаккордов:
| Название                                                          | Трезвучие   | Септима     | Терции | Терции | Терции | Обозначение | Интервальная система                                                         | Ступень в мажоре | Ступень в миноре |
| Название                                                          | Трезвучие   | Септима     | 1-я    | 2-я    | 3-я    | Обозначение | Интервальная система                                                         | Ступень в мажоре | Ступень в миноре |
| ----------------------------------------------------------------- | ----------- | ----------- | ------ | ------ | ------ | ----------- | ---------------------------------------------------------------------------- | ---------------- | ---------------- |
| 1. Большой мажорный                                               | мажорное    | большая     | Б      | м      | Б      | бБ7         | Диатоника                                                                    | I, IV            | III, VI          |
| 2. Большой минорный                                               | минорное    | большая     | м      | Б      | Б      | бМ7         | Условная диатоника (звукоряды гармонического мажора и гармонического минора) | IV (гарм.)       | I                |
| 3. Большой увеличенный                                            | увеличенное | большая     | Б      | Б      | м      | бУв7        | Условная диатоника (звукоряды гармонического мажора и гармонического минора) | VI−              | III              |
| 4. Малый мажорный (в тональности известен как доминантсептаккорд) | мажорное    | малая       | Б      | м      | м      | мБ7         | Диатоника                                                                    | V                | VII (нат.); V    |
| 5. Малый минорный                                                 | минорное    | малая       | м      | Б      | м      | мМ7         | Диатоника                                                                    | II, III, VI      | I, IV, V         |
| 6. Малый уменьшённый                                              | уменьшённое | малая       | м      | м      | Б      | мУм7        | Диатоника                                                                    | VII; II (гарм.)  | II               |
| 7. Уменьшённый                                                    | уменьшённое | уменьшённая | м      | м      | м      | Ум7         | Условная диатоника (звукоряды гармонического мажора и гармонического минора) | VII (гарм.)      | VII+             |

### По расположению в ладу
| Название | Терции | Терции | Терции | Обозначение  |
| Название | 1-я    | 2-я    | 3-я    | Обозначение  |
| --- | ------ | ------ | ------ | ------------ |
| В натуральном мажоре: |        |        |        |              |
| Септаккорд II ступени ― один из основных аккордов субдоминантовой функции. Этот аккорд и его обращения допускают разнообразные альтерации. В натуральном мажоре септаккорд II ступени по структуре малый минорный, в гармоническом мажоре и миноре ― малый с уменьшённым трезвучием. | м      | б м    | м б    | II7          |
| Септаккорд V ступени (доминантсептаккорд) ― основной аккорд доминантовой функции, на разрешение которого опирается вся мажоро-минорная система ладов. Имеет структуру малого мажорного септаккорда. | б      | м      | м      | D7 / V7      |
| Септаккорд VII ступени (вводный септаккорд) ― аккорд доминантовой группы, но более слабый, чем доминантсептаккорд. В гармоническом мажоре и миноре имеет структуру уменьшённого септаккорда. В натуральном мажоре, где структурно является малым с уменьшённым трезвучием, используется гораздо реже. В натуральном мажоре обозначается VII7, в гармоническом мажоре — VII7 гарм., в гармоническом миноре— #VII7. | м      | м      | б м    | VII7 (гарм.) |

Септаккорды I, III, IV (в мажоре и в миноре без альтерации), а также VII натуральной в миноре и VI ступеней в классической гармонии используются редко и носят название «побочных» или «секвенцаккордов».

## Обращения
| Обращение       | Название аккорда | Состав (малый мажорный) | Обозначение |
| --------------- | ---------------- | ----------------------- | ----------- |
| Основной аккорд | Септаккорд       | б. 3 + м. 3 + м. 3      | мБ7         |
| Первое          | Квинтсекстаккорд | м. 3 + м. 3 + б. 2      | мБ65        |
| Второе          | Терцквартаккорд  | м. 3 + б. 2 + б. 3      | мБ43        |
| Третье          | Секундаккорд     | б. 2 + б. 3 + м. 3      | мБ2         |

## Исторические сведения
В музыке Средневековья и Возрождения терцовые четырёхзвучия употреблялись редко, а их ситуативное возникновение имело линеарную (мелодическую) природу.
Ключевой для мажорно-минорной тональности доминантсептаккорд широко освоил в своём творчестве Клаудио Монтеверди (XVII век).